# Gerard John Schaefer
Gerard John Schaefer (25 marts 1946 – 3. december 1995) var en amerikansk seriemorder fra Florida. Han blev fængslet i 1973 for mord, han begik mens han arbejdede som politibetjent.
Mens han blev dømt for to mord, han var mistænkt for mange andre. Schaefer ankede ofte sin dom, men privat pralede han – både mundtligt og skriftligt – om at have myrdet over 30 kvinder og piger.

## Biografi

### Tidlige år
Gerard John Schaefer voksede op i Atlanta, Georgia indtil 1960, hvor han og hans familie flyttede til Fort Lauderdale, Florida. Schaefer og hans far kom ikke så godt ud af det med hinanden, Schaefer var af den overbevisning at hans far favoritiser hans søster. I hans teenageår, blev Schaefer besat af kvinders trusser, og blev vindueskigger, udspionerer en nabopige ved navn Leigh Hainline. Han indrømmede senere, at have slået dyr ihjel i sin ungdom og crossdressing, men andre gange han hævdede sidstnævnte var udelukkende for at undgå, at blive sendt til Vietnamkrigen (hvilket han gjorde). Schaefers I.Q. blev testet til 130. Han var selvlært, der beskæftigede sig med mange emner, der interesserede ham.
Han fik sin eksamen fra St. Thomas Aquinas High School i Fort Lauderdale, Florida. I 1966 kom Schaefer på college. Mens han gik der blev han gift. I 1969 blev han lærer, men blev hurtigt fyret for "totalt upassende opførsel" i henhold til skolens leder. Efter at være blevet afvist til præstestudiet, vendte Schaefer sig mod retshåndhævelsen som en karriere, og tog eksamen som en patrolman ved udgangen af 1971, i en alder af 25.

### Anholdelse
Den 21. juli 1972, imens Schaefer var på patrulje, tog han to teenagepiger, der blaffede, med op. Han bortførte dem, tog dem til en fjerntliggende skov og bandt dem til nogle træer, hvor han truede med at dræbe dem eller sælge dem til prostitution. Men han fik et opkald på sin politiradio, måtte han gå, og forlod pigerne bundet. Han svor, at han ville vende tilbage.
De to piger, som var i alderen 18 og 17, kom fri og gik til den nærmeste politistation, som faktisk var deres kidnappers egen station. Da Schaefer kom tilbage til skoven og fandt ud af hans ofre var gået, kontaktede han sin station og hævdede, at han havde gjort "noget dumt". Han forklarede, at han havde foregivet at kidnappe og true med at dræbe de to blaffere, med henblik på at skræmme dem til at undgå sådan en uansvarlig metode til at rejse. Schaefers chef troede ikke på ham, og han beordrede Schaefer til stationen, hvor han fratog ham hans skilt, og anklagede ham for bortførelse og overfald.
Efter at have betalt kaution, gik Schaefer fri. To måneder senere, den 27. september 1972, bortførte, torturerede og myrdede Schaefer, Susan Place, på 17 år, og Georgien Jessup, 16, og begravede dem på Hutchinson Island.
I december samme år, blev Schaefer fremstillet i retten i forbindelse med bortførelsen af de to piger, der var undsluppet deres kidnapper tilbage i juli. På grund af en aftale, var han i stand til at erklære sig skyldig i blot én anklage af groft overgreb, for hvilken han modtog en dom på et år.

### Dom
I april 1973, over seks måneder, efter de forsvandt, blev de nedbrudte og slagtede rester af Susan Place og Georgien Jessup fundet. Pigerne var blevet bundet til et træ og var forsvundet, mens de var på vandretur. Disse ligheder med Schaefers behandling af de piger, der var kommet væk, førte til at politi fik en ransagningskendelse til hjemmet, som han og hans kone, delte med Schaefers mor.
I Schaefers soveværelse, fandt politiet uhyggelige historier, som han havde skrevet; de var fyldt med beskrivelser af tortur, voldtægt og mord på kvinder, hvem Schaefer benævnt som "ludere". Myndighederne fandt personlige ejendele såsom smykker, dagbøger – og i et enkelt tilfælde, tænder – fra mindst otte unge kvinder og piger, som var forsvundet i de seneste år. Nogle af de smykker man fandt, havde tilhørt Leigh Hainline, der havde boet nabo til Schaefer, da de var teenagere. Hainline var forsvundet i 1969 efter at have fortalt sin mand at hun ville forlade ham til fordel for en ven fra barndommen. Blandt de fund man gjorde, var der en pung identificeret som tilhørende Susan Place. Susan Places mor identificeret senere Schaefer som den mand, hun sidst så hendes datter og Jessup med.
Schaefer blev anklaget for mordene på Place og Jessup. I oktober 1973 blev han fundet skyldig og idømt to livstidsstraffe. Myndigheder erklærede snart, at han var knyttet til omkring 30 savnede kvinder og piger.
Place og Jessup var formodentlig ikke engang Schaefer sidste ofre. To 14-årige piger ved navn Mary Briscolina og Elsie Farmer forsvandt, mens de var på vandretur den 23. oktober 1972: kun et par uger efter Place og Jessup blev dræbt. Deres kroppe blev senere  fundet, og smykker, der tilhørte en af pigerne blev senere fundet i Schaefers hjem.

### Fængsling og død
Schaefer appellerede sin dom, og hævdede, på et tidspunkt, at han havde været ”framed”. Alle hans appeller blevet forkastet. Schaefer begyndte senere flere useriøse retssager, hvor han blandt andet sagsøger en krimiforfatter for at beskrive ham som overvægtig, og samtidig prøvede han at sagsøge forfatterne Colin Wilson og Michael Newton og tidligere FBI-agent Robert Ressler for at beskrive ham, som en seriemorder. Alle Schaefers retssager blev afvist af retten.
Den 3. december 1995, blev Schaefer fundet stukket ihjel i sin celle. Han var blevet dræbt af en medfange ved navn Vincent Rivera. I 1999 blev Rivera dømt for drab på Schaefer, og Rivera fik 53 år og 10 måneder, som lægges til hans 20 år, han allerede var idømt for på grund af dobbelt mord.
Rivera indrømme ikke forbrydelsen, eller gav ikke et motiv. Schaefers søster hævdede, at mordet på ham var en slags dække i forbindelse med hans forsøg på at få Ottis Toole til at erkende drabet på Adam Walsh, (anklagen af Ottis Toole blev senere trukket tilbage). Andre foreslog, at det skyldtes at Schaefer skyldte nogle medfanger penge, eller rygter om, at han var en sladderhank, som sladrede om andre indsatte. Sondra London hævdede at Rivera dræbt Schaefer i et skænderi over en kop kaffe.
På det tidspunktet hvor Schaefer døde, havde Fort Lauderdales kriminalbetjente til hensigt at anklage Schaefer for tre uopklarede mord for at sikre, at han aldrig kom ud af fængslet.

### Killer Fiction
I gymnasiet, gik Schaefer ud med Sondra London, der senere blev en anerkendt krimiforfatter. Hun kom i kontakt med Schaefer efter hans dom og fængsling, og i 1989 udgav hun Killer Fiction, noveller og tegninger fundet i Schaefer hus efter hans arrestation. Bog nr.2, "Beyond Killer Fiction", blev senere udgivet. Efter hans død udgav London en anden udgave af "Killer Fiction", der indeholder fortællinger og artikler om vandreture af Schaefer, der var i de to foregående bøger, sammen med Schaefers breve til hende, hvor han pralede med at have dræbe 34 kvinder og piger, og hvordan han var beundret af medfangen, Ted Bundy. Samtidig med Schaefer havde skrevet disse pralende breve, havde han ikke held med, at appellere sin dom og prøver at sagsøge alle, der vovede at kalde ham en seriemorder.
De noveller Schaefer skrev, fremhævede alle de grusomme tortur og mord på kvinder. De var ofte skrevet af morderens perspektiv, at morderen ofte var en slyngelstat COP – ligesom Schaefer.
I sine skrifter, hævdede Schaefer at have begyndt at myrde kvinder så tidligt som 1965, da han var 19.
To skolepiger, niårige Peggy Rahn og otteårige Wendy Stevenson, forsvandt i slutningen af 1970 efter at være blevet set i selskab med en mand, der passede med Schaefers beskrivelse. Schaefer nægtet at være involveret, da han blev offentligt anklaget for forbrydelsen, men i et brev til London i 1989, pralede han af drabene og af at have spist de to børn.
London og Schaefer havde kortvarigt været involveret i 1991, men London afbrød forholdet og blev forlovet (med en anden seriemorder fra Florida, Danny Rolling). Schaefer tog ikke afbrydelsen af forholdet godt, og begyndte at sende hende dødstrusler. Han forsøgte uden held at sagsøge hende tre gange for at "stjæle" hans arbejde.